# Перегрупування Чепмена

Перегрупування Чепмена (рос. перегруппировка Чэпмена, англ. Chapman rearrangement) — термічна (200—300 °C) ізомеризація ароматичних іміноестерів у N, N-діариламіди ароматичних карбонових кислот:
ArC(NAr')(OAr) → ArC(O)NAr'Ar